# Ryū Fujisaki
Ryū Fujisaki (藤崎 竜, Fujisaki Ryū) est un auteur de bande dessinée japonaise né le 10 mars 1971 à Mutsu dans la préfecture d'Aomori, au Japon.
Il est principalement connu pour être l'auteur d'Hoshin, l'Investiture des Dieux.

## Biographie
Ryū Fujisaki est né le 10 mars 1971 à Kawauchi (en), district de Shimokita (depuis 2005 Mutsu) dans la préfecture d'Aomori, au Japon. Sa passion pour le manga commence à l'école primaire bien qu'il choisisse d'abord une carrière en informatique. Il participa à des concours à partir de 16 ans et reçoit à 18 ans un prix lors du 39e prix Tezuka pour une histoire courte intitulée Hamerun no Fuefuki ; il est alors remarqué par les responsables de la maison d'édition Shūeisha qui, après la fin de ses études, le fait venir à Tōkyō pour y faire ses débuts de dessinateur de mangas à 21 ans.
Il publie en 1991 plusieurs histoires (World, Tight Rope, Shadow Dieseas, Soul of King) dans le magazine de pré-publication Weekly Shōnen Jump de Shūeisha. Ces histoires sont regroupées dans le recueil Worlds et publié en 1992 ; l'ouvrage reçoit le 40e prix Tezuka.
L'auteur commence à publier en 1996 son adaptation d'un roman chinois L’Investiture des Dieux dans Weekly Shōnen Jump. Il y publie aussi les histoires courtes Yugamizumu et Milk Junkie, qui seront ensuite publiées dans le recueil Dramatic Irony en 2001 avec une suite de Hoshin Engi.
En 2002, il publie Sakuratetsu Taiwahen, sans rencontrer le succès.

## Œuvre
- 1992 : Worlds (WORLDS ―藤崎竜短編集―, Worlds ~Fujisaki Ryuu Short Stories~?) ; publié chez Shūeisha[BU 1].
- 1992 : Psycho+, pré-publié dans Weekly Shōnen Jump ; 2 volumes publié chez Shūeisha[BU 2].
- 1996 - 2000 : Hoshin, l'Investiture des Dieux (仙界伝 封神演義, Hōshin Engi?), pré-publié dans Weekly Shōnen Jump ; publié en 23 volumes (Tankōbon), en édition deluxe (18 Kanzenban) et réédité en 12 Bunkoban chez Shūeisha[BU 3].
- 1999 : Houshin Taizen (封神大全?) ; 1 volume chez Shūeisha[BU 4].
- 2001 : Dramatic Irony (DRAMATIC IRONY ―藤崎竜短編集2―, Dramatic Irony ~Fujisaki Ryuu Short Stories 2~?) ; 1 volume chez Shūeisha[BU 5].
- 2002 : Sakura Tetsu Chronicles (サクラテツ対話篇, Sakuratetsu Taiwahen?) ; 2 volumes chez Shūeisha[BU 6].
- 2004 : Wāqwāq (ワークワーク, Wāq Wāq?), pré-publié dans Weekly Shōnen Jump ; 2 volumes chez Shūeisha[BU 7].
- 2007 - 2011 : Shiki (屍鬼?), pré-publié dans Jump Square ; 11 volumes chez Shūeisha[BU 8].
- 2008 : Tenkyūgi (天球儀?, litt. « sphère céleste »), pré-publié dans Jump the Revolution! ; 11 volumes chez Shūeisha[BU 9].
- 2013 : Stray Souls (隐世灵语, Kakuriyo Monogatari?), pré-publié dans Weekly Shōnen Jump ; 8 volumes chez Shūeisha[BU 10],[4].
- 2018 : Houshin Engi Gaiden (封神演義外伝?), pré-publié dans Weekly Young Jump ; 1 volume chez Shūeisha[BU 11].

### Illustrateur
- Illustration de 6 romans[Lesquels ?].
- Chara-design des personnages du jeu Phantasy Star Portable 2 sur PSP[3].
- 2015 : Adaptation en manga de Legend of the Galactic Heroes (银河英雄传说, Ginga Eiyuu Densetsu?) de Yoshiki Tanaka[5], pré-publié dans Weekly Shōnen Jump ; 10 volumes (en cours) chez Shūeisha[BU 12].

### Ouvrage collectif
- 2006 : Super Kochikame (超こち亀, Chou Kochikame?) ; publié chez Shūeisha[BU 13].

### Artbook
- 2006 : Putitakityu[3].

## Récompenses
- 39e et 40e prix Tezuka décerné par l'éditeur Shūeisha.

## Sources
- (en) Cet article est partiellement ou en totalité issu de l’article de Wikipédia en anglais intitulé « Ryu Fujisaki » (voir la liste des auteurs).